# Gorillini
Gorillini este un trib de mamifere din familia Hominidae, subfamilia Homininae, care cuprinde două genuri, unul existent (Gorilla) și unul dispărut (Chororapithecus).

## Taxonomie
- Genul Gorilla
  - Gorilla gorilla
    - Gorilla gorilla gorilla
    - Gorilla gorilla diehli

  - Gorilla beringei
    - Gorilla beringei beringei
    - Gorilla beringei graueri
- Genul Chororapithecus †
  - Chororapithecus abyssinicus †